# Alex Bunbury
Alexander "Alex" Bunbury (Plaisance, Guyana, 18 de junio de 1967) es un exfutbolista guyanés nacionalizado canadiense. Jugaba de delantero, representó a nivel internacional a Canadá y militó en diversos clubes de Canadá, Estados Unidos e Inglaterra.

## Clubes
| Club                | País           | Año         |
| ------------------- | -------------- | ----------- |
| Hamilton Steelers   | Canadá         | 1987 - 1990 |
| Toronto Blizzard    | Canadá         | 1990        |
| Montreal Supra      | Canadá         | 1991        |
| West Ham United     | Inglaterra     | 1992 - 1993 |
| Marítimo            | Portugal       | 1993 - 1999 |
| Kansas City Wizards | Estados Unidos | 1999 - 2000 |

## Selección nacional
Ha sido internacional con la Selección de fútbol de Canadá; con el cual jugó 66 partidos internacionales y ha anotado 16 goles por dicho seleccionado.
Integró la selección de fútbol sala de Canadá que participó de la Copa Mundial de 1989.